# Scolopendra oraniensis
Scolopendra oraniensis – gatunek skolopendry z rodziny skolopendrowatych. Występuje w południowo-zachodniej Europie (typowe występowanie to lasy w basenie Morza Śródziemnego) południowo-zachodniej Azji oraz w północnej Afryce. Osiąga niewielkie rozmiary – maksymalnie 55 mm długości. Czułki złożone z 18–22 segmentów. Głowa pomarańczowa, pozostałe segmenty żółte, lub bardzo delikatnie żółte, słomkowe z wyraźnym ciemnym paskiem biegnącym pośrodku, wzdłuż całego ciała, nogi lekko zielonkawe, lub delikatnie błękitne.